# Періодичний закон
Періоди́чний зако́н — фундаментальний закон природи, який визначає властивості хімічних елементів, простих речовин, а також склад і властивості сполук, які перебувають у періодичній залежності від значень зарядів ядер атомів.

## Визначення Д.І.Менделеєва
Російський вчений Менделєєв Дмитро Іванович 1869 року при зіставленні властивостей відомих на той час хімічних елементів та величин їхніх атомних мас сформулював Періодичний закон таким чином: властивості хімічних елементів, простих речовин, а також склад і властивості сполук, перебувають у періодичній залежності від значень атомних мас.

## Сучасне визначення
Проте саме формулювання Періодичного закону з відкриттями нових елементів та їх будови і властивостей змінилося, уточнилось і відійшло від запропонованого Д. Менделеєвим (див. Історія відкриття Періодичного закону). У 1911 році голландський фізик А. Ван ден Брук висловив припущення, що атомний номер елемента збігається з величиною позитивного заряду ядра атома, яке і стало основою класифікації хімічних елементів. У 1920 році англійський фізик Дж. Чедвік експериментально підтвердив гіпотезу Ван ден Брука, тим самим був розкритий фізичний зміст порядкового номера елемента в Періодичній системі, а сам Періодичний закон отримав нове формулювання.
Періодичність у хімії — це повторення хімічного характеру елементів, особливостей будови атомів, складу, будови і властивостей речовин через певну кількість елементів у їхньому природному ряду.
Відкриття складної будови атома допомогло встановити, що фундаментальною характеристикою кожного елемента є заряд ядра атома, а не атомна маса. Тому періодичний закон формулюють не у залежності від атомних мас: властивості хімічних елементів, простих речовин, а також склад і властивості сполук перебувають у періодичній залежності від значень зарядів ядер атомів, тобто хімічні властивості елементів визначає не відносна атомна маса, а заряд ядра.